# Республіка Західне Папуа
Республіка Західне Папуа (індонез. Republik Papua Barat, англ. Republic of West Papua) — невизнана держава, проголошена 14 грудня 1984 року сепаратистським Рухом за вільне Папуа (індонез. Gerakan Papua Merdeka). За задумом Руху повинно перебувати на території двох провінцій Індонезії — Папуа і Західне Папуа.
До 1962 року ця територія була колоніальним володінням Нідерландів, потім, після індонезійсько-голландського збройного протистояння 1961-62 років перейшла під контроль Індонезії. За підсумками проведеного індонезійською владою референдуму була проголошена провінцією цієї країни (назви — «Західний Іріан» в 1969-1973 роках, «Іріан-Джая» в 1973-2002 роках). У 2002-2005 роках здійснено її поетапний поділ на дві провінції — Папуа і Західне Папуа.
Прихильники незалежності території наполягають на неправомірності проведення референдуму або заявляють про фальсифікацію його результатів. З кінця 1960-х років загони Руху за вільне Папуа і деяких інших сепаратистських організацій ведуть партизанську діяльність, іноді захоплюючи невеликі населені пункти у глибинних районах. Велика частина сепаратистського керівництва, включаючи лідера Руху за вільне Папуа Бенні Венда, перебуває в еміграції. Один з небагатьох керівників сепаратистського руху, який проживає на території Папуа і перебуває на волі — Джон Анари, голова Організації тубільного населення Західного Папуа (англ. West Papua Indigenous Organization).
Назва пропонованого сепаратистами незалежної держави, її устрій і символіка неодноразово змінювалися. Починаючи з середини 1980-х років «Республіка Західне Папуа» — найпопулярніший серед них проєкт суверенізації.
У 2022 році речник руху Семмі Самбом заявив про підтримку дій Росії у російському вторгненні в Україну, бо, за його словами, Україна буцімто здійснює геноцид корінного населення двох регіонів, що прагнуть незалежності. Проте у 2023 році, лідер руху Бенні Венда заявив про "значну симпатію до України", та порівняв Україну та Палестину як жертв воєнних дій та окупації із Західним Папуа.